# Maxfield
Maxfield è un comune degli Stati Uniti d'America, situato nello stato del Maine, nella contea di Penobscot.